# Pizzorno Environnement
Pizzorno Environnement est une société française fondée par Francis Pizzorno (1937-2018) à Draguignan. Elle intervient dans les métiers de services à l'environnement et de l’économie circulaire auprès des collectivités et industriels. Son expertise se fonde sur la maîtrise de l’ensemble des métiers du déchet, de la propreté à la collecte, du tri à la valorisation jusqu’au traitement.
Son siège social est implanté dans le Var à Draguignan.
La société est cotée sur le marché financier depuis 2005 - Euronext Paris - Compartiment C - code GPE

## Historique
Le groupe Pizzorno Environnement est né en 1974 à Draguignan, dans le Var, où la société a commencé ses activités. Progressivement, Pizzorno Environnement s'est développé pour étendre son maillage dans les principales villes françaises.
Pizzorno Environnement est présent au Maroc depuis 1996. L'entreprise est le premier opérateur privé à Paris et Lyon pour la collecte des déchets ménagers.
L'entreprise est dirigée depuis 2017 par Magali Devalle, la fille de Francis Pizzorno, nommée après la démission de son père.

## Controverses

### Affaires Judiciaires
En 2010, Pizzorno est condamné par le tribunal correctionnel de Draguignan pour la mauvaise gestion de l'une de ses décharges, qui contenait plus de 200 000 tonnes d’ordures en trop.
Dans le Var, l'entreprise s’appuie sur un solide réseau d’hommes politiques locaux pour appuyer ses intérêts . En décembre 2016, une douzaine de personnes sont mises en examen pour « favoritisme » et « prise illégale d’intérêt » dans le cadre du marché public de l’incinérateur de Toulon. Un contrat de 470 millions d’euros attribué à Pizzorno en 2012. Elle a par ailleurs recruté pour des activités de lobbying des figures politiques nationales, comme l'ancien ministre François Léotard. Celui-ci est épinglé en 2011 en Tunisie par une commission d’enquête sur la corruption du régime du dictateur tunisien Zine el-Abidine Ben Ali. L’ex-ministre « a usé de son autorité et ses relations personnelles avec les responsables tunisiens pour influencer le cours du marché, le conclure en faveur de Pizzorno/Sovatram et donc s’octroyer un avantage injustifié (…) portant atteinte aux intérêts de l’État tunisien ».
En 2023, le groupe Français poursuit le Maroc devant le CIRDI pour la décharge de Oum Azza.

### Mouvements sociaux
Le dialogue social au sein de l'entreprise est réputé « plus que tendu ». Les syndicats accusent la direction de tout faire pour casser les grèves et refuser de négocier avec les salariés. En 2019, à Lyon, la société a eu recours à des intérimaires pour enrayer une grève ; une pratique illégale. Depuis, lorsqu'une grève se produit dans une ville, elle fait venir des salariés d'autres régions pour assurer le travail .

## Actionnaires
| Nom               | Actions   | %      |
| Famille Devalle   | 2 872 995 | 51.82% |
| Groupe GMB Invest | 805 953   | 20.15% |
| Paprec Holding    | 800 000   | 20%    |
| Auto détention    | -         | 3.45%  |

Mise à jour au 8 juin 2022.

## Activités

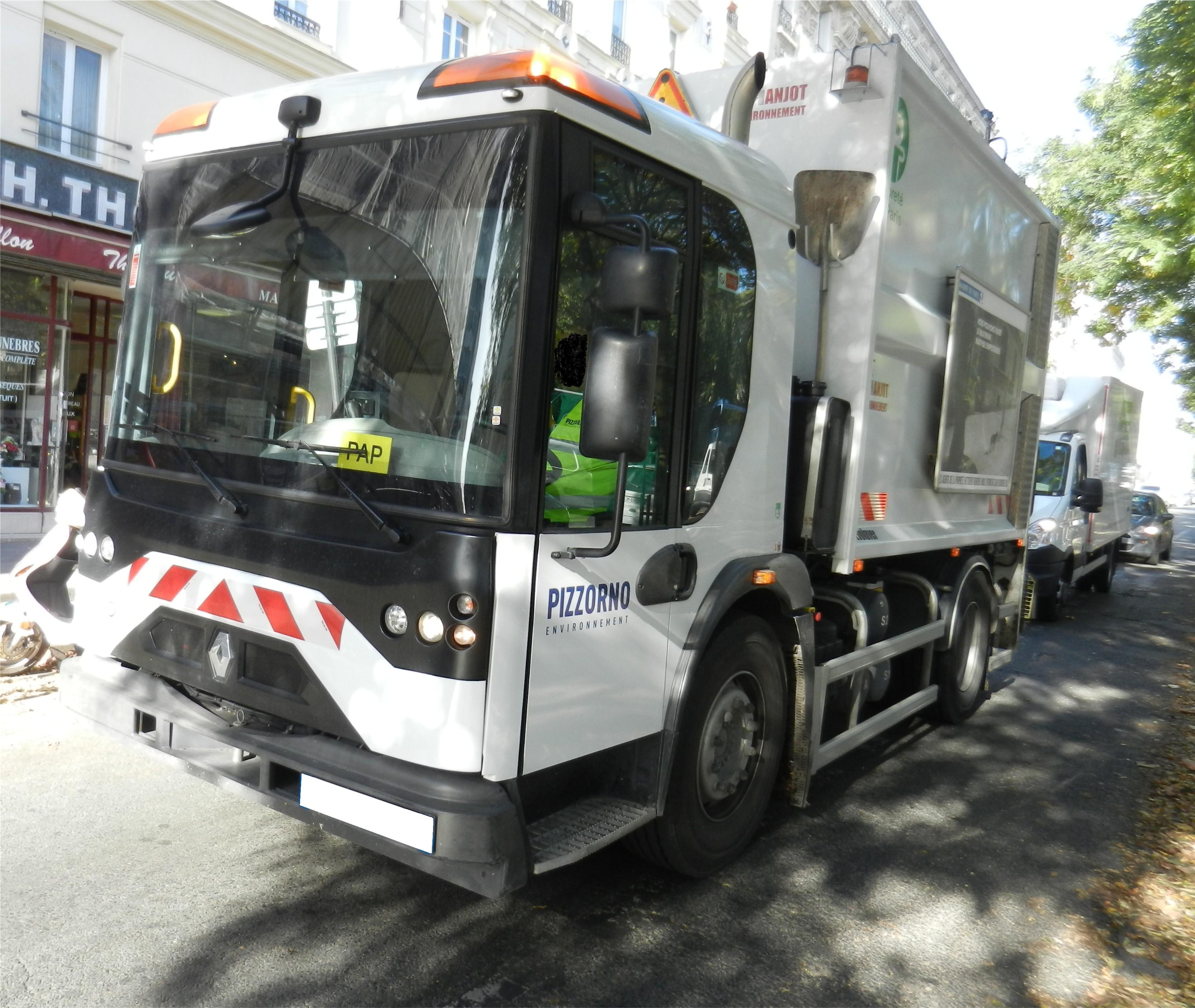
Un camion de collecte à Paris.

Les activités sont:
- Collecte des déchets
- Propreté urbaine
- Centre de tri
- Valorisation matière
- Biodéchets
- Valorisation énergétique
- Traitement des déchets

## Direction
L'entreprise est dirigée par :
- Magali Devalle, présidente[9]
- Frédéric Devalle, directeur général

## Données financières
Pizzorno Environnement est une société anonyme au capital de 21 416 000 €.
Le groupe a créé 3 pôles identifiables composés de différentes filiales pour ses clients, ses partenaires et le grand public :
- Le pôle Services regroupe les activités de collecte, de nettoiement, d’assainissement. Il est composé des filiales suivantes : Dragui-Transports, Propolys, Proval Environnement, Deverra, Samnet, Pizzorno Environnement eau et assainissement (PEEA)[11], Gosselin SAS, Span Sud et Exa'Rent.
- Le pôle Industries concentre les activités de traitement et de valorisation. Il est composé des filiales suivantes : Valeor, Azur Valorisation, Abval, Zéphire, Valtéo et Star.
- Le pôle International centralise les activités à l'étranger. Il est composé des filiales suivantes Segedema, Teodem, Teomara, Teorif.

L'introduction en bourse de Pizzorno Environnement a eu lieu en juillet 2005 (Euronext compartiment C).

## Répartition du chiffre d’affaires
Répartition géographique :
- France : 98.54 %
- International : 1.46 % (2021)[13]

Répartition par métier :
- Propreté : 78.1 %
- Traitement : 21.9 % (2021)

## Principales implantations
En France :
- Aboncourt
- Antibes
- Draguignan
- Fréjus
- Saint-Raphaël
- La Seyne-sur-Mer
- Lyon
- Marseille
- Nice
- Paris[15]
- Toulon
- Valence
- Lille[16]

À l'étranger :
- Al Hoceïma, (Maroc)[17]

## Distinctions
- 2009 : Trophée RSE PACA (Responsabilité sociétale des entreprises)[18]
- 2010 : Trophée du Mieux vivre en entreprise (lauréat et coup de cœur) et trophée de la Communication environnementale[19]
- 2011 : Marianne d'Or du développement durable[20]
- 2013 : AFQP - Prix national des Bonnes Pratiques - catégorie Grand Groupe pour son activité de propreté urbaine[21]
- 2017 : AFQP - Prix spécial récompensant la démarche qualité et la performance opérationnelle de ses centres de tri et de valorisation matière[22]
- 2018 / 2019 / 2020 / 2021 : Magazine Capital - Palmarès des 500 meilleurs employeurs de France - Pizzorno environnement sur le podium des meilleurs employeurs secteur de l'environnement[23]